# La Almunia de Doña Godina
La Almunia de Doña Godina es una localidad y municipio, capital de la comarca de Valdejalón, en la provincia de Zaragoza, en Aragón. Está situada en una importante confluencia de caminos del cuadrante nordeste de España que hace que tenga contacto directo con las ciudades más importantes del país. Pertenece al partido judicial que lleva su mismo nombre.
El nombre de la localidad proviene de la palabra hispano árabe almúnya que significa huerto y del nombre de la antigua propietaria de los territorios que actualmente ocupa la localidad. Tiene una población de 7943 habitantes (INE 2022).
Posee los títulos de Muy Noble y Fidelísima Villa, reflejados en el escudo de la localidad, concedidos por Felipe V de España y IV de Aragón por haber permanecido en su bando durante la guerra de sucesión española. También es la sede del campus de la Escuela Universitaria Politécnica de La Almunia de Doña Godina, adscrita a la Universidad de Zaragoza.

## Geografía
El municipio está integrado en la comarca de Valdejalón, de la que ejerce como cabeza de comarca. Se sitúa a 50 kilómetros de la capital zaragozana. El norte de su término municipal está atravesado por la Autovía del Nordeste (A-2), entre los puntos kilométricos 271 y 276. Además varias carreteras autonómicas nacen o finalizan en el término municipal: la A-220 que pasa por Cariñena y termina en Belchite, la A-121 que comienza en Magallón y finaliza en la localidad, y la A-122 que nace en Alagón y pasa por Épila para finalizar también en La Almunia.
El relieve del municipio es una transición entre las primeras elevaciones del Sistema Ibérico zaragozano (sierra de Algairén), que predominan al sursudoeste, y el valle del Jalón que se abre a la Depresión del Ebro, donde abundan las acequias para el regadío. Al noroeste, el río Jalón hace de límite con Ricla. La altitud del término municipal oscila entre los 734 metros y los 349 metros. El núcleo principal de población se alza a 366 metros sobre el nivel del mar.
A su vez, el término municipal también hace límite con otras poblaciones de los alrededores como Morata de Jalón, Alpartir, Alfamén, Calatorao, Chodes y Almonacid de la Sierra.
| Noroeste: Chodes y Ricla  | Norte: Ricla y Calatorao | Noreste: Calatorao              |
| Oeste: Morata de Jalón    |                          | Este: Alfamén                   |
| Suroeste: Morata de Jalón | Sur: Alpartir            | Sureste: Almonacid de la Sierra |

## Historia

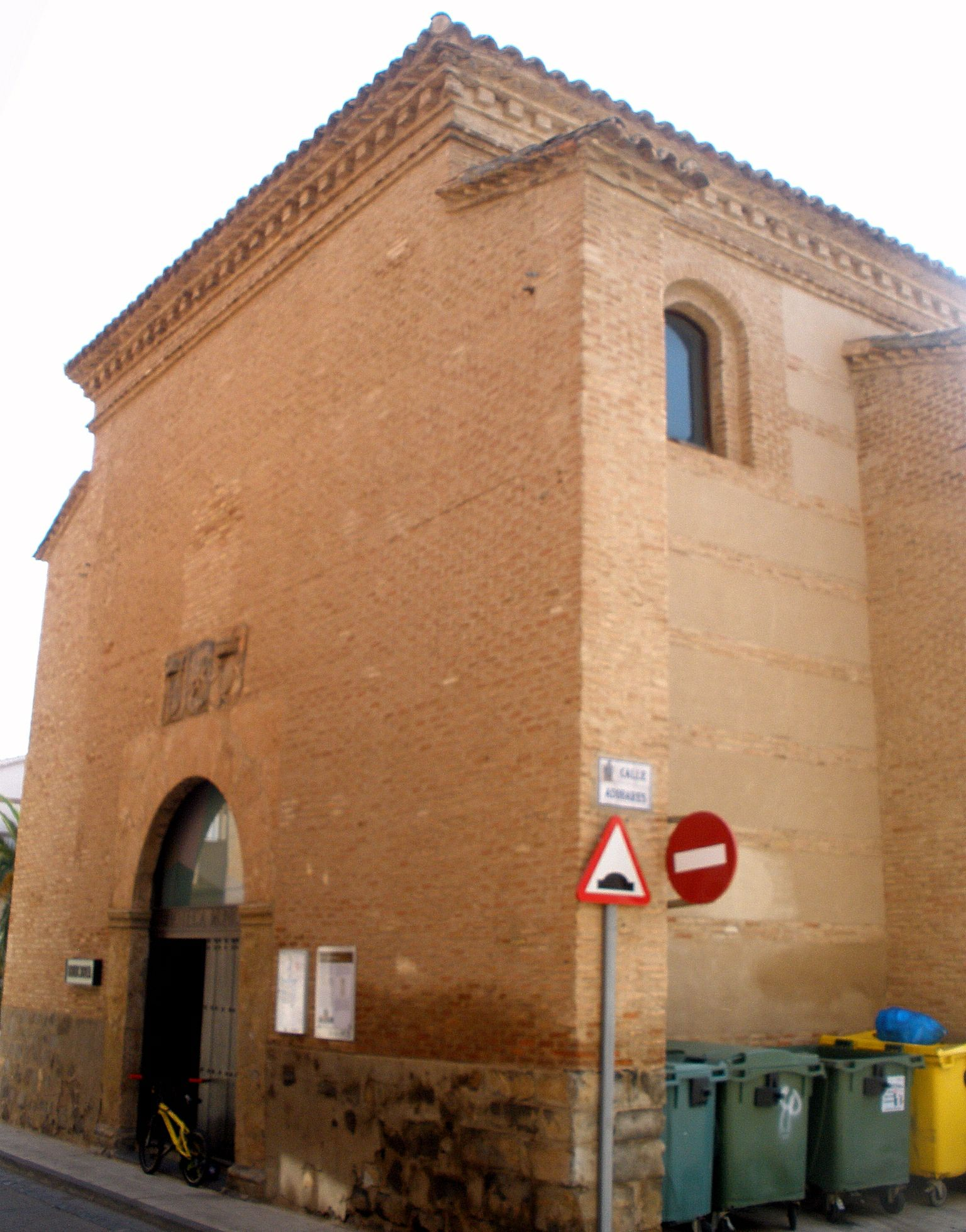
La antigua iglesia de San Juan de Jerusalén, hoy biblioteca pública

La historia del núcleo urbano de La Almunia tiene mucho más de dos milenios a la espalda. Ya que se puede remontar hasta el siglo III a. C. con la ciudad celtíbera de Nertobriga.

### La Almunia en la Antigüedad[7]
Antes de la fundación de la localidad, los primeros habitantes de los que se tiene constancia en este territorio son los celtíberos, más concretamente la tribu de los Bellos, los cuales vivieron en la importante ciudad de Nertobriga, que abarcaría un amplio territorio entre las localidades de Ricla, Calatorao y La Almunia de Doña Godina.
En el término municipal de La Almunia, sus restos (aún no totalmente excavados) se localizan en las inmediaciones de la actual ermita de Cabañas. En la ciudad se acuñó moneda durante el siglo III a. C., en la que aparece la figura de un jinete armado con lanza y con la leyenda “Nertobis”.
En el 152 a. C., en pleno transcurso de la segunda guerra celtíbera, la ciudad se rindió ante el cónsul romano Marco Claudio Marcelo (cónsul 166 a. C.). Bajo el gobierno de Roma, continuó su existencia hasta el Siglo V. En el actual casco urbano de la villa aparecieron importantes restos de época romana, entre los que destacan algunos mosaicos (parte de los cuales pueden verse expuestos en el Museo de Zaragoza) y hasta un vertedero que aportó numerosos datos acerca de la forma de vida de los romanos que habitaron en esta zona.

## Demografía
La Almunia de Doña Godina cuenta con una población de 7937 habitantes (INE 2024).
| Gráfica de evolución demográfica de La Almunia de Doña Godina entre 1842 y 2021                                                                                          |
| |
| Población de derecho según los censos de población del INE Población de hecho según los censos de población del INEEn estos censos se denominaba La Almunia: 1842 y 1857 |

| Nacionalidad | Hombres | Mujeres | Total | %      | Proporción |
| ------------ | ------- | ------- | ----- | ------ | ---------- |
| Española     | 2744    | 2670    | 5414  | 68.1 % |            |
| Extranjera   | 1391    | 1138    | 2529  | 31.8 % |            |

### Economía

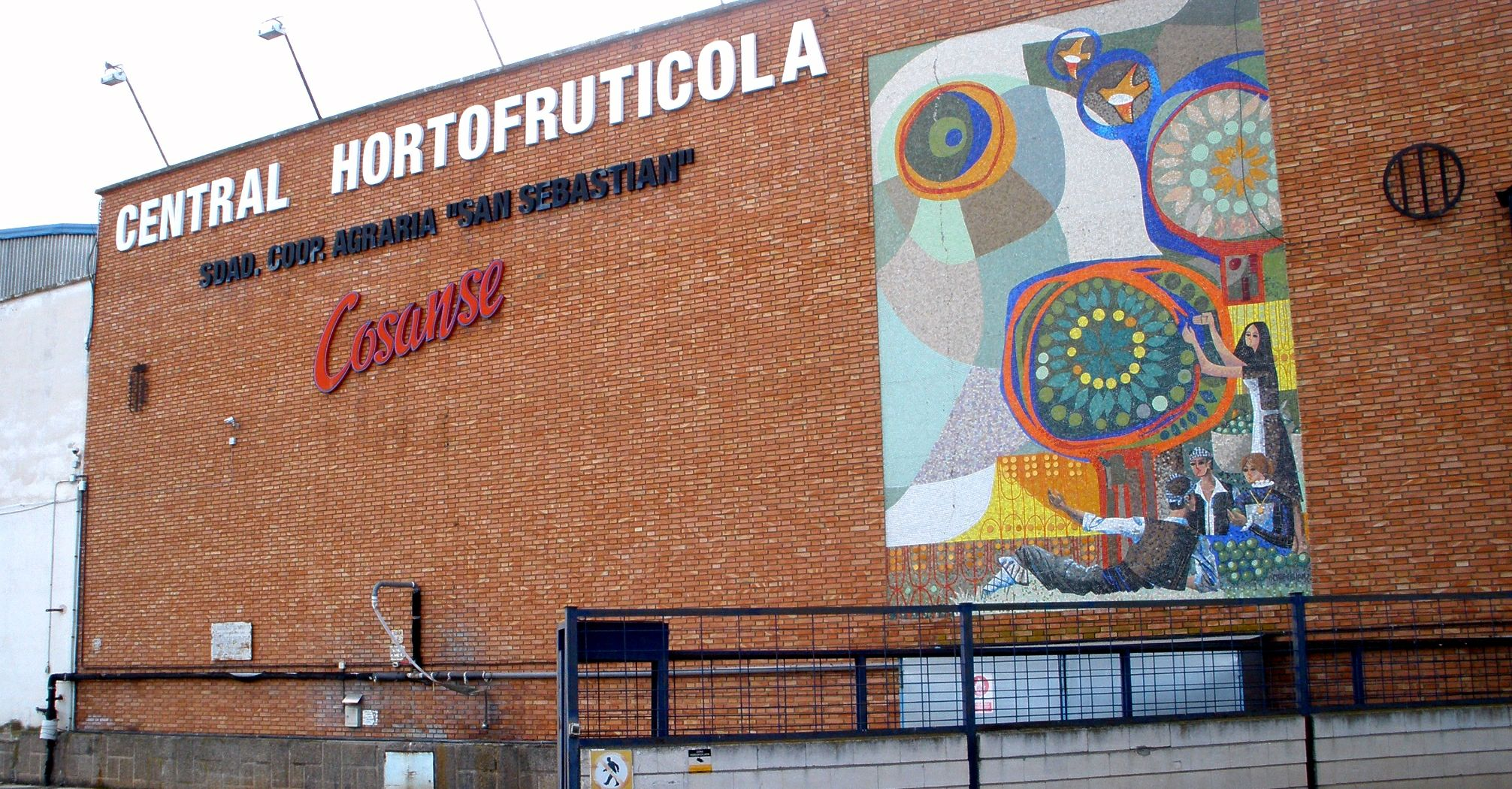
Central Hortofrutícola Cosanse

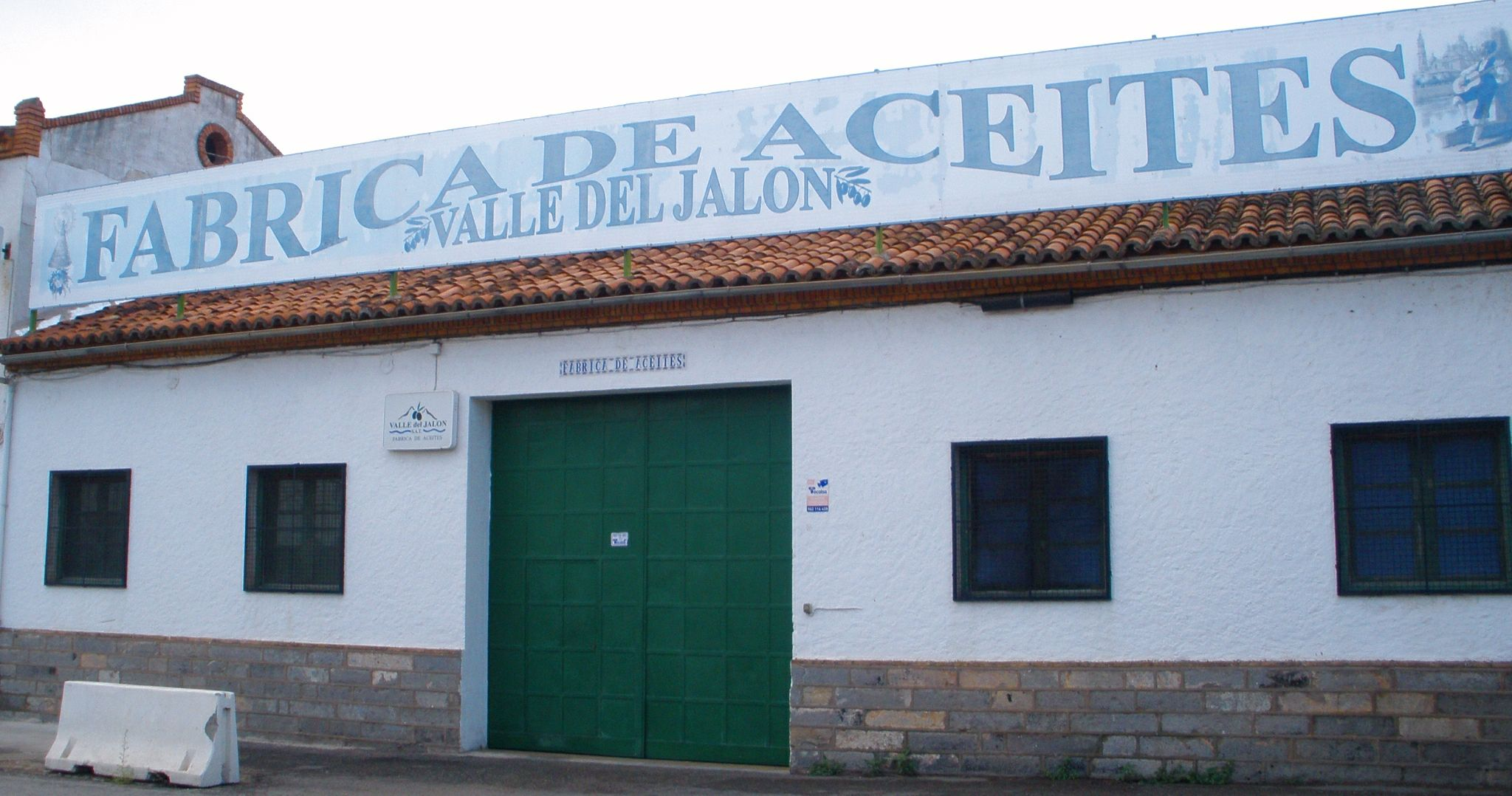
Fábrica de aceites Valle del Jalón

La economía se sustenta de forma equilibrada entre la agricultura, la industria y los servicios. La agricultura, de regadío, está especializada en la fruticultura, especialmente en fruta de hueso: cereza, melocotón, nectarina, ciruela... Pero también de pepita: manzana y pera. La fruticultura genera un importante volumen de contratación en los meses de campaña agrícola, lo que determina un comportamiento cíclico y estacional en las tasas de desempleo local. La producción frutícola se dirige al mercado nacional y la exportación y se encuentra altamente tecnificada. Aproximadamente un tercio de la economía local se basa en la creciente actividad industrial en el polígono industrial situado a ambos lados de la Autovía del Nordeste a su paso por la localidad. El sector servicios emplea a la mitad de la población ocupada e incluye un dinámico sector comercial y hostelero. Una parte significativa de la industria y los servicios locales son empresas auxiliares de la fruticultura.

## Administración y política

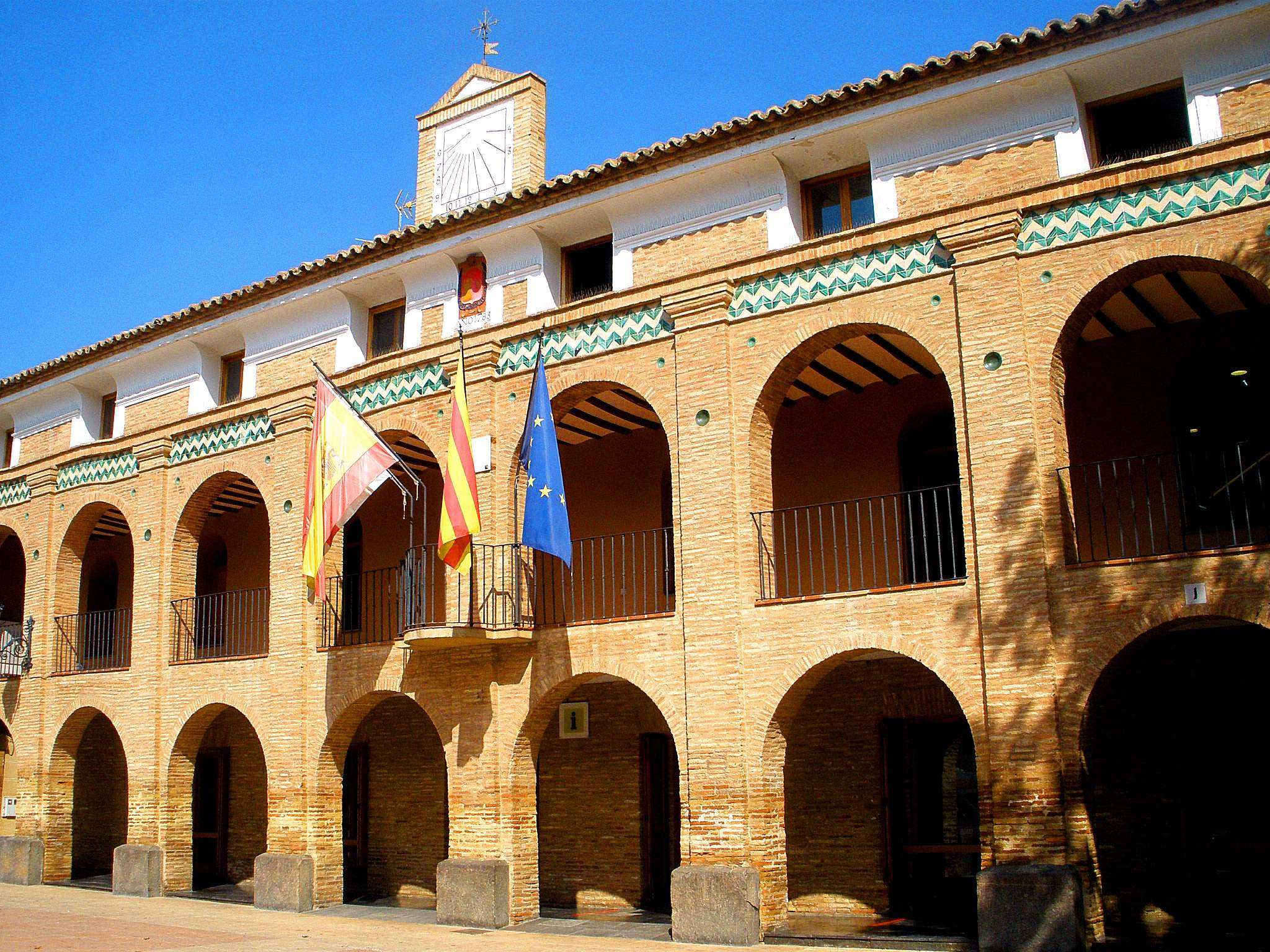
Ayuntamiento de La Almunia de Doña Godina

| Periodo    | Nombre                    | Partido | Partido                                            |
| ---------- | ------------------------- | ------- | -------------------------------------------------- |
| 1979-1983  | Pedro Martínez Orna       |         | Unión de Centro Democrático (UCD)                  |
| 1983-1987  | Pedro Martínez Orna       |         | Partido Aragonés (PAR)                             |
| 1987-1991  | José Enrique Alonso Diez  |         | Centro Democrático y Social (CDS)                  |
| 1991-1995  | Francisco Huerta Deza     |         | Partido Aragonés (PAR)                             |
| 1995-2007  | Victoriano Herráiz Franco |         | Partido Popular de Aragón (PP)                     |
| 2007-2011  | Pascual Garcés Pérez      |         | Partido de los Socialistas de Aragón (PSOE-Aragón) |
| 2011-2015  | Victoriano Herráiz Franco |         | Partido Popular de Aragón (PP)                     |
| 2015-2023. | Marta Gracia Blanco       |         | Partido de los Socialistas de Aragón (PSOE-Aragón) |
| 2023-      | Noé Latorre               |         | Partido Popular de Aragón (PP)                     |

| Partido político    | Partido político                                                    | 1979   | 1983   | 1987   | 1991   | 1995   | 1999   | 2003   | 2007   | 2011   | 2015   | 2019   | 2023 |
| Partido político    | Partido político                                                    | Ediles | Ediles | Ediles | Ediles | Ediles | Ediles | Ediles | Ediles | Ediles | Ediles | Ediles |      |
|                     | Partido de los Socialistas de Aragón (PSOE-Aragón)                  | 2      | 3      | 5      | 4      | 3      | 4      | 3      | 5      | 4      | 5      | 5      | 4    |
|                     | Alianza Popular (AP)-Partido Popular de Aragón (PP)                 | —      | 2      | 2      | 2      | 5      | 6      | 6      | 5      | 7      | 5      | 3      | 6    |
|                     | Chunta Aragonesista (CHA)                                           | —      | —      | 0      | 1      | 2      | 2      | 3      | 2      | 2      | 3      | 3      | 2    |
|                     | Ciudadanos (CS)                                                     | —      | —      | —      | —      | —      | —      | —      | —      | —      | —      | 2      | —    |
|                     | Podemos-Equo                                                        | —      | —      | —      | —      | —      | —      | —      | —      | —      | —      | 0      | —    |
|                     | Vox                                                                 | —      | —      | —      | —      | —      | —      | —      | —      | —      | —      | 0      | 1    |
|                     | Plataforma Aragonesa Ñ (PAÑ)                                        | —      | —      | —      | —      | —      | —      | —      | —      | —      | —      | 0      | —    |
|                     | Partido Aragonés (PAR)                                              | 3      | 8      | 3      | 4      | 3      | 1      | 1      | 1      | 0      | 0      | —      | 0    |
|                     | Izquierda Unida (IU)                                                | —      | —      | —      | —      | 0      | —      | —      | —      | —      | —      | —      | —    |
|                     | Unión de Centro Democrático (UCD)-Centro Democrático y Social (CDS) | 6      | 0      | 3      | 2      | —      | —      | —      | —      | —      | —      | —      | —    |
| Total de concejales | Total de concejales                                                 | 11     | 13     | 13     | 13     | 13     | 13     | 13     | 13     | 13     | 13     | 13     | 13   |

## Monumentos y lugares de interés

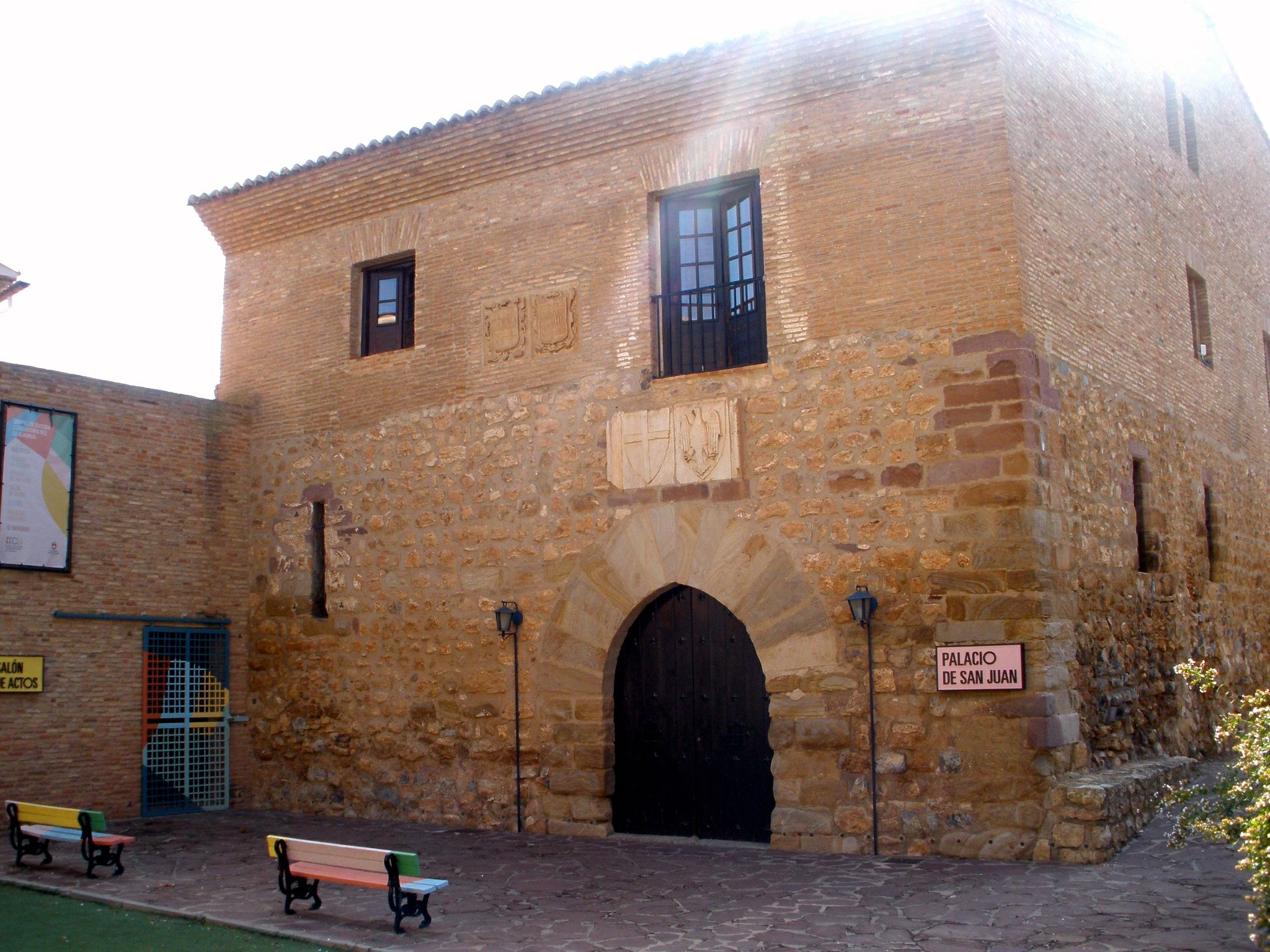
Palacio de San Juan

La información de este apartado ha sido obtenida del folleto editado por el Centro de Estudios Almunienses y el Patronato Municipal de Cultura del Ayuntamiento de La Almunia de Doña Godina.

### Conjunto arquitectónico de la orden de San Juan de Jerusalén
Este conjunto arquitectónico está formado por una iglesia, hospital y palacio construidos para uso de la Orden de los Hospitalarios de San Juan de Jerusalén.

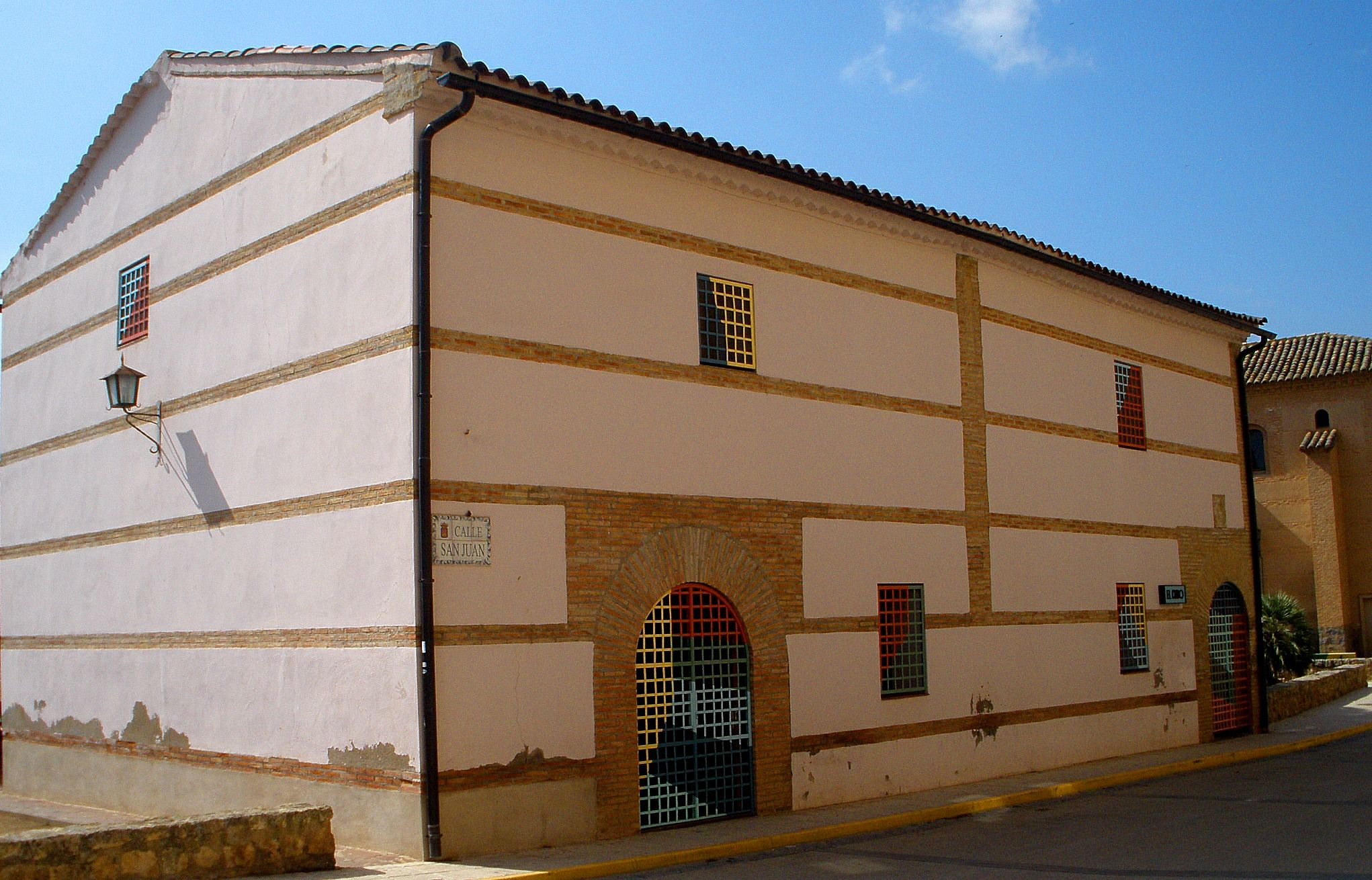
Antiguo Hospital de San Juan de Jerusalén, hoy espacio artístico El Cubo

#### Iglesia
Su cronología data de principios del siglo XVIII, por lo que se deduce que anteriormente existió otra iglesia o un oratorio adosado al palacio.
Este edificio presenta en su interior una estructura muy sencilla: una sola nave con cabecera recta, cubierta con bóveda de cañón con lunetos.
El exterior, realizado en ladrillo, excepto la fachada en la que se utilizó sillar, presenta unos contrafuertes y un arco de medio punto entre pilastras de orden dórico.
Actualmente este edificio es utilizado como biblioteca municipal y sede del Centro de Estudios Almunienses.

#### Hospital
Edificio adosado al palacio, presenta un desarrollo longitudinal. Se conserva de este lugar una amplia nave con arcos apuntados. En la actualidad, el edificio está acondicionado como salón de actos socioculturales y el espacio El Cubo, dedicado a la representación artística de danzas, música y coros.

#### Palacio
Construcción formada por dos plantas; la planta baja fue construida en mampostería, señalando puertas, ventanas y esquinazos con piedra sillar. El piso superior fue completamente transformado en el siglo XIX y, actualmente, el muro es de tapial forrado de ladrillo. En el siglo XVI debió ser de piedra y probablemente existió un tercer piso a manera de torre defensiva, ya que se conserva el arranque de una escalera de caracol.
La fachada está realizada sobre muro liso, decorada con una puerta en forma de arco apuntado y con dos escudos representativos de la Orden que vivió en este palacio: la cruz y el águila de San Juan.
Hoy, el Palacio es la sede de la Escuela de Música municipal.

### Centro de Cultura Comunitaria de La Almunia (CCCLA)

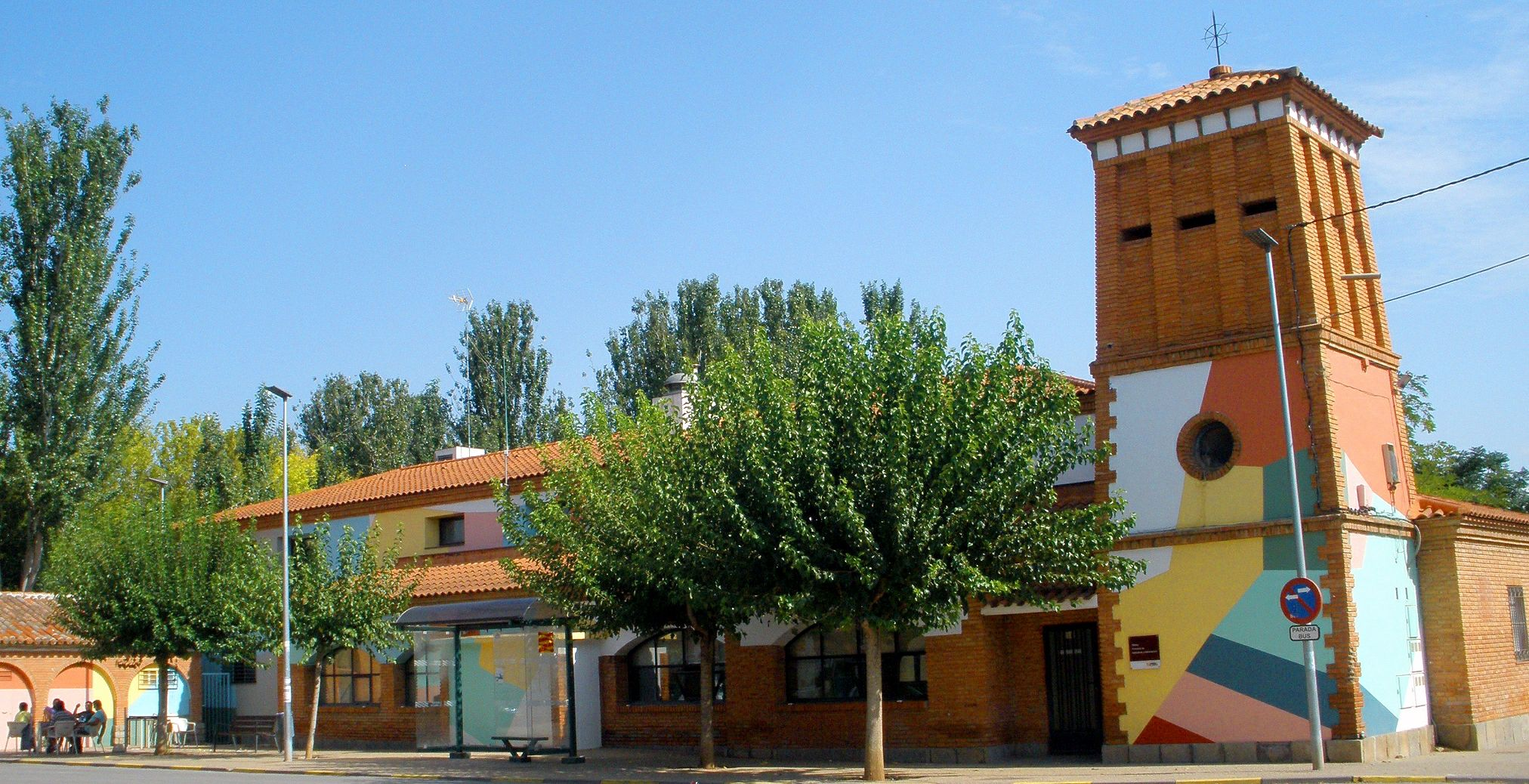
Antiguo Matadero

El conjunto de edificios de San Juan, articulados por la plaza de la Cultura, y el antiguo Matadero municipal, emplazado en la otra acera de la avenida del Corazón de Jesús, componen el llamado Centro de Cultura Comunitaria de La Almunia (CCCLA). El edificio del Matadero acoge las siguientes instancias: Oficina comarcal de Agricultura y Alimentación, Espacio de Arte Joven, Boxes musicales, Escuelas de Restauración, Dibujo y Pintura, local del colectivo artístico Pintamonas y la Sala de Creatividad.

### Ayuntamiento, casonas y palacios

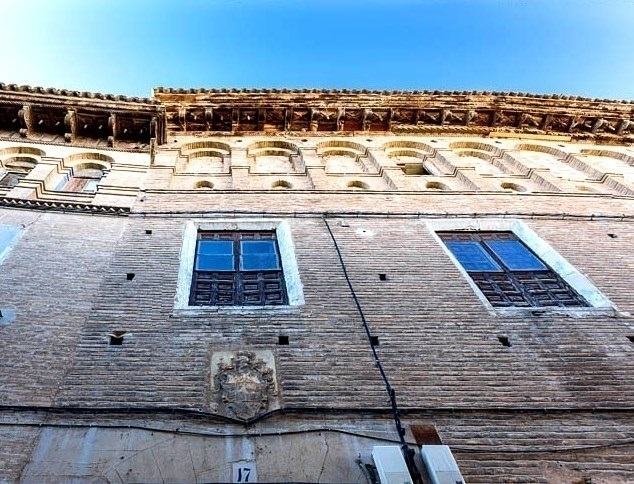
Palacio de los Estages

El actual Ayuntamiento se debe al prócer almuniense don Miguel Ortubia, que cedió una casa suya al Concejo para que la destinara a casa consistorial. Se aprovecharon las dependencias de la casa y se embelleció en 1783 con una fachada de ladrillo de escasa profundidad. Esta fachada consta de dos plantas y falsa: las dos plantas se abren a la plaza mediante ocho arcos de medio punto entre pilastras de orden gigante, y la tercera o falsa tiene pequeñas ventanas. El constructor fue el maestro de obras Antonio Alonso.
Por otra parte, en la calle Ortubia, antigua calle Ricla, se construyeron numerosas casonas durante los siglos XVI al XVIII. Se conservan dos edificios de especial interés: el palacio de Colmenares y el palacio de los Estages, Condes de Torreflorida. Construidos ambos en el último tercio del siglo XVI, muestran además de grandes portadas, la característica galería de arquillos y bellos aleros de madera labrada.

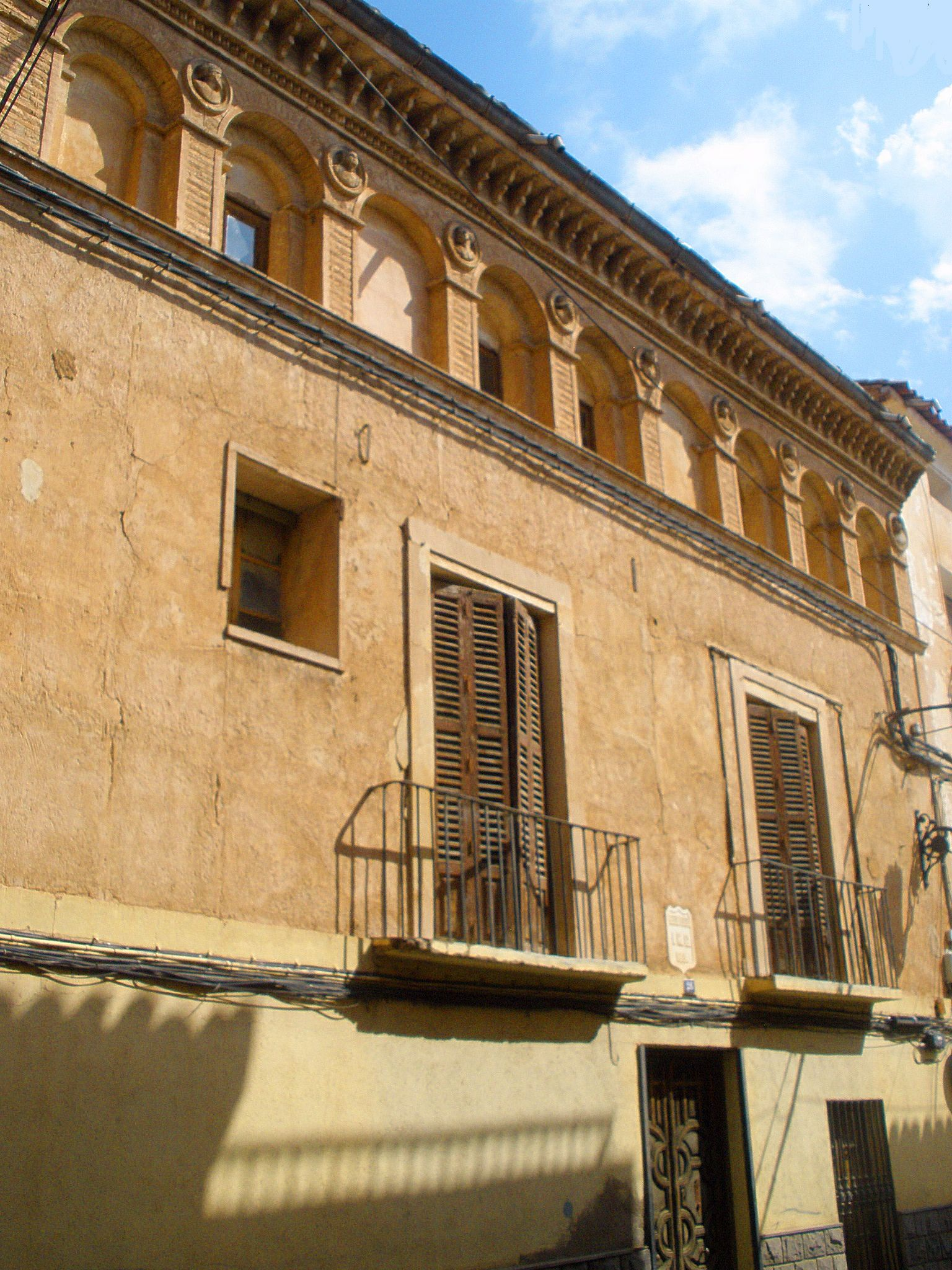
Casona en el n.º 26 de la calle Garay

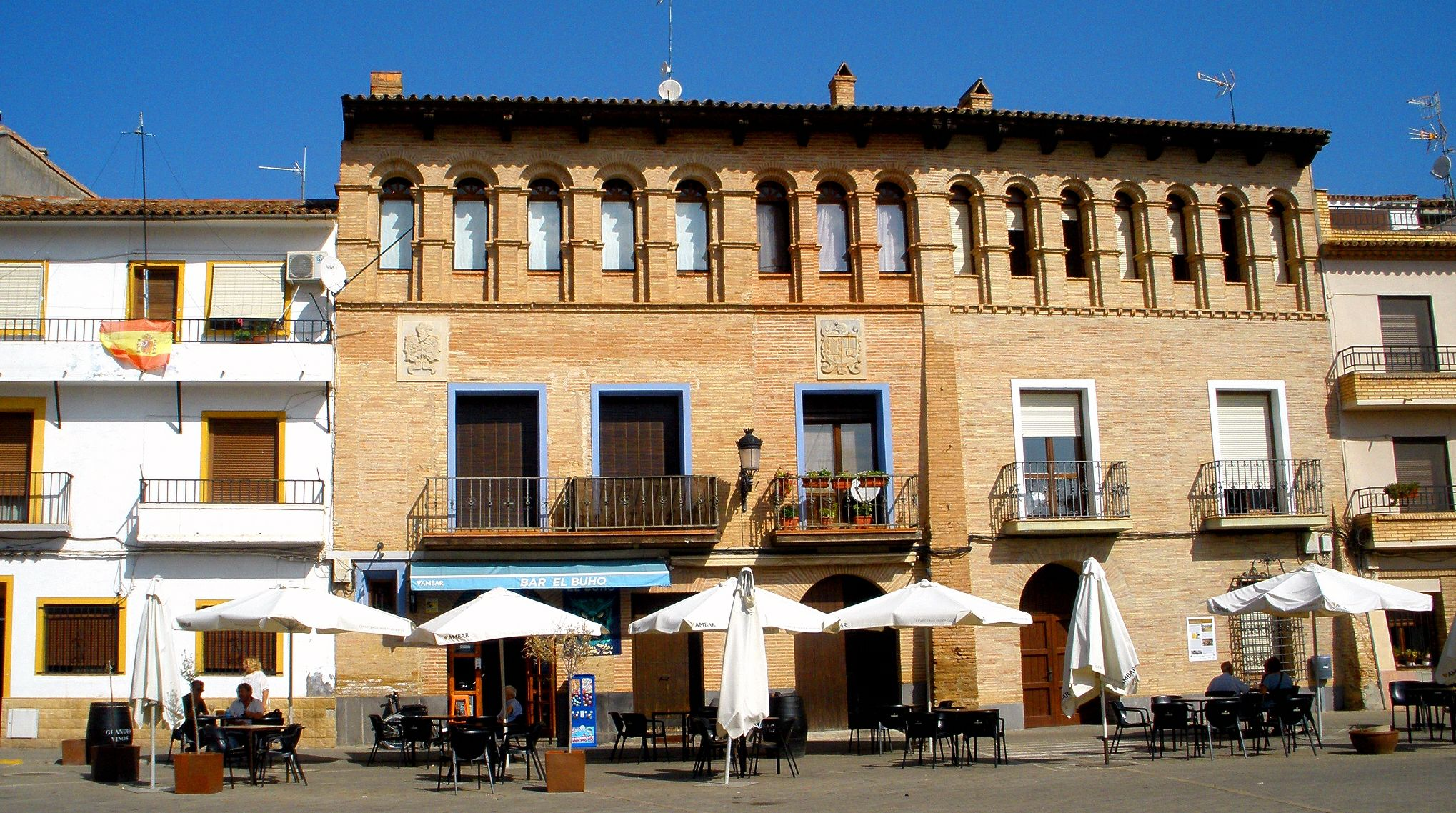
Casa en la plaza de los Obispos

Hay otra casa, en la esquina con la calle Cabañas y muy transformada al exterior, que conserva escudo de armas en piedra negra, además del patio y la escalera. Además, la que ocupa el número 20 tiene puerta con arco rebajado entre ventanales, grandes balcones y escudo de armas, y parece edificada en el siglo XVIII.
En la plaza de los Obispos, de gran interés arquitectónico, se conservan asimismo varios edificios antiguos. En el número 3 hay una casa de ladrillo con arcos de medio punto, grandes balcones y galería de arquillos doblados con escudo de armas (siglo XVI); y la del número 4 ha sido rehecha siguiendo el modelo original. Las casas de los números 16 y 18 son de ladrillo y de estilo aragonés, del siglo XVII; y la del 18, pese a estar más transformada, conserva el escudo de armas.
La calle principal de la ciudad está dedicada a Martín de Garay, y tiene dos edificios de interés: la "Casa natal de Florián Rey", en el número 1, muestra una larga galería de arquillos; y la del 26, aunque reedificada en 1881, conserva los medallones de la parte alta, del siglo XVI. Además, en la esquina con la calle Monreal Muñoz hay una casa rehabilitada con galería de arquillos, del siglo XVII.
Del palacio de los Condes de Torreflorida en el Arrabal, se conserva una portada de piedra arenisca consistente en un arco de medio punto con escudo de armas y remate en frontón recto. Ya del siglo XX son dos edificios dignos de consideración: el Grupo Escolar, con dos torres de planta cuadrada en los extremos, arquillos doblados y alero de madera, realizado según proyecto de Joaquín Marco e inaugurado en 1930; y el matadero municipal, situado cerca del palacio de San Juan, que consta de un torreón de ladrillo en la parte alta y una especie de lonja en la fachada. Este último edificio se inauguró en 1962.

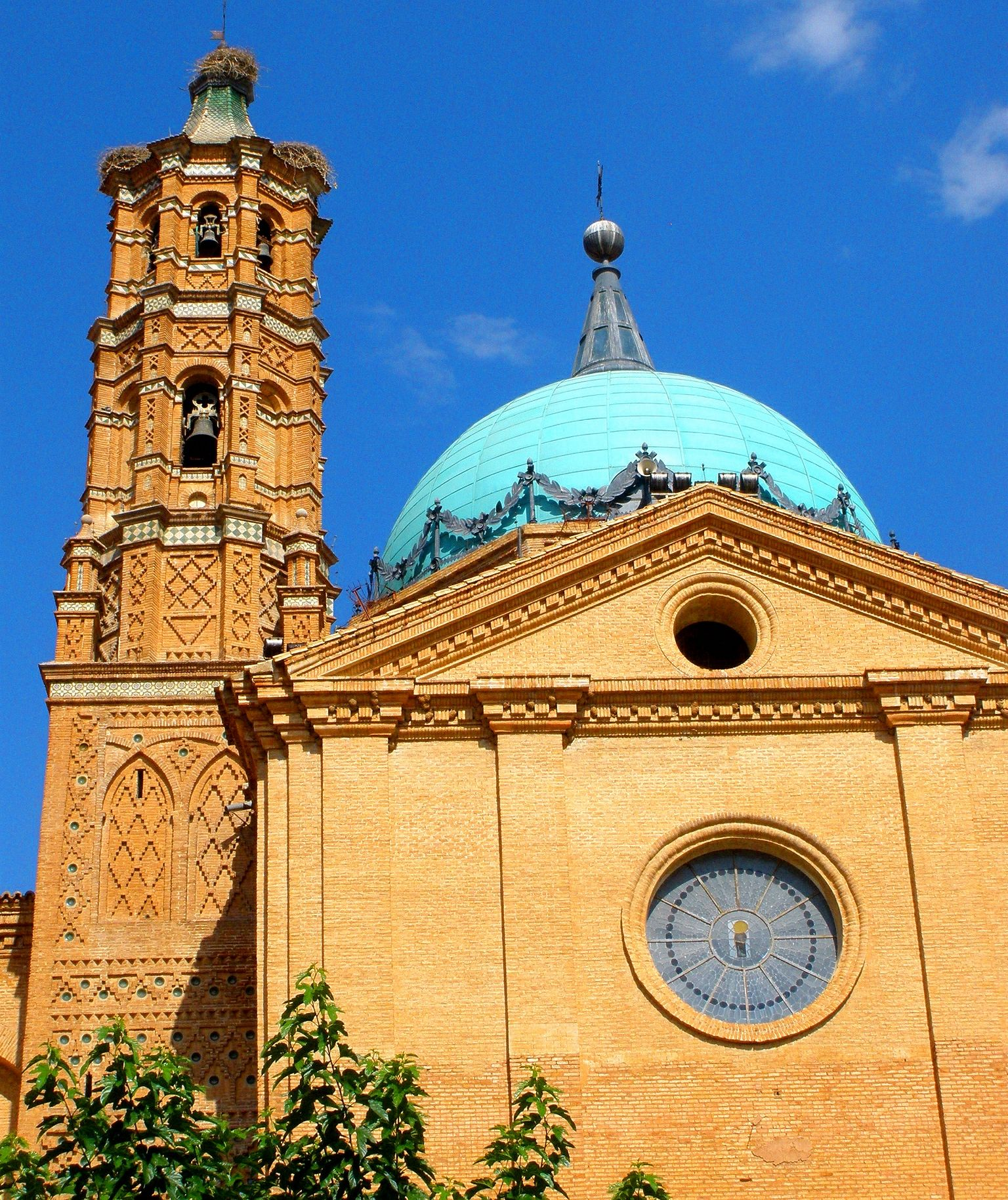
Torre mudéjar y cúpula de la iglesia de Nuestra Señora de la Asunción.

### Iglesia de la Asunción de Nuestra Señora[15]
Fue diseñada por Julián Yarza y Ceballos, seguidor de Ventura Rodríguez. Su construcción comenzó en el año 1754.
Consta de dos naves laterales y una central más ancha y más alta. El exterior está revestido de ladrillo, con una cabecera de tres puertas dinteladas y algunos lucernarios ovalados.
Las naves laterales están cubiertas por cúpulas sobre pechinas y la nave central se encuentra abierta al exterior mediante bóvedas con lunetos. Dichas naves se encuentra separadas mediante pilares cruciformes.
El interior está decorado con unos importantes relieves de temática religiosa. Cuenta con una rica decoración en yeso. El retablo es de fines del siglo XVII, anterior a la construcción de la iglesia. Está pintado por artistas aragoneses de la época.
Aunque se construyó toda la obra gruesa de esta inmensa fábrica, sin embargo no se terminó la decoración, por lo que actualmente sólo se utiliza aproximadamente la mitad, a partir del crucero hacia los pies. La parte restante está en rehabilitación.

#### Torre mudéjar
Es una construcción en ladrillo de 40 metros de altura, que muestra dos etapas constructivas diferentes.
La primera corresponde al cuerpo de planta cuadrada realizada en torno al siglo XIV. Presenta un piso liso, al que sucede otro de similares proporciones decorado con fajas de ladrillo y éste se ve rematado por un tercer piso con arcos de medio punto entrelazados y enmarcados por un rectángulo. En el siglo XVI sufrió una reforma.
La segunda etapa presenta una planta octogonal realizada en el siglo XVI. Este cuerpo está constituido por tres pisos decrecientes con contrafuertes exteriores; el primero a modo de basamento macizo con decoración de rombos, y los otros dos con vanos de medio punto para las campañas.
La entrada actual a este edificio se abrió en el siglo XVII, al realizarse la iglesia parroquial. A pesar de esto, se conserva primitiva, actualmente cegada.

#### Museo
Encierra en su interior parte de la historia de este pueblo. Entrar en sus dependencias significa volver la vista atrás, hacia un pasado en el que el arte tuvo una gran importancia, como se refleja en la gran cantidad de obras escultóricas y pictóricas que embellecen este espacio, fruto de la religiosidad de sus gentes y de las donaciones realizadas por familias nobles que quisieron dejar constancia de su fe y de su poderío económico.
La pieza más antigua que guarda este museo es la Cruz de Cabañas, en la que aparece un magnífico Cristo de cuatro clavos, obra realizada en madera flordelisada que refleja las características de transición de la pintura-escultura de fines de época románica y principios del gótico.
Alberga un soberbio busto de plata realizado entre 1542 y 1544 (siglo XVI) por Pedro Lamaisón Carreño, en el que se representa a la patrona de esta Villa, Santa Pantaria.

### Ermita de Nuestra Señora de Cabañas

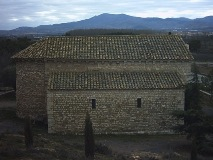
Ermita de Nuestra Señora de Cabañas

Es una iglesia de tres naves con cabecera semicircular, construida en mampostería con contrafuertes de piedra sillar. Algunas ménsulas de su cornisa en forma de rollo o taco proceden de la primitiva iglesia.
En esta ermita se han podido apreciar cuatro etapas constructivas realizadas desde el siglo XII al siglo XX.
Los elementos más significativos de este santuario son las pinturas del ábside de la nave de la derecha (siglo XIV) y la misma pila bautismal. La técnica que se utilizó para su realización fue el falso fresco; antes de pintar se daba sobre el muro un revoque de varias capas de yeso o de cal.
La iconografía que se puede observar en este lugar presenta temas religiosos y temas profanos como caballeros, cuerpos de mujeres yacentes, escudos heráldicos...
El coro de esta iglesia pertenece al estilo mudéjar. Realizado sobre madera y con una estructura muy sencilla, está decorado con los blasones de las principales familias que vivieron en este lugar.
La pila bautismal es uno de los elementos más significativos de este lugar: a ambos lados del pie se encuentran dos cabezas de tipología celta. Una de ellas tiene una gran barbilla y enseña los dientes en actitud desafiante. La otra presenta un rostro con la boca entreabierta, más común entre los restos celtas.

### Convento de San Lorenzo (El Fuerte)

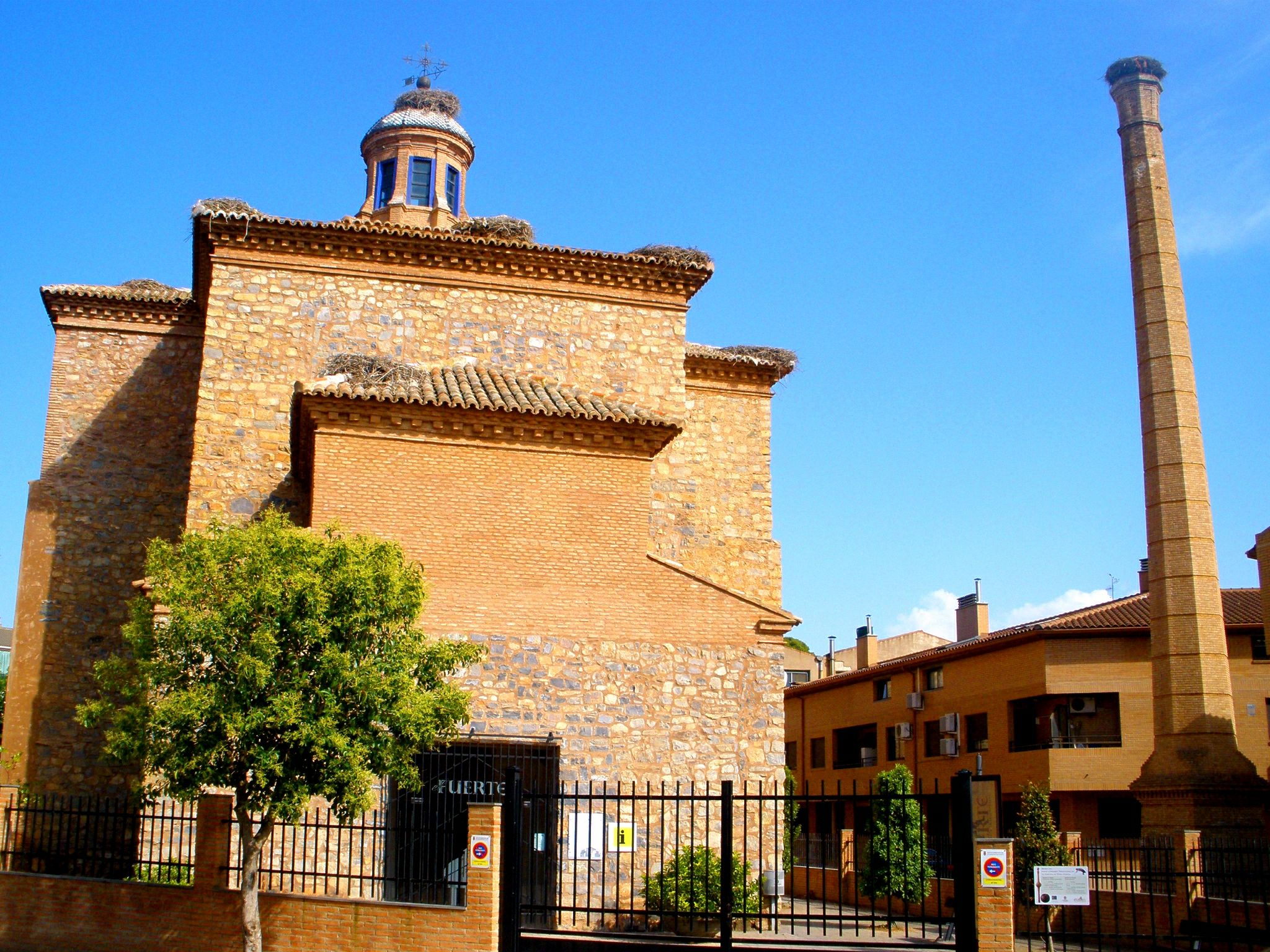
Antigua iglesia del Convento de San Lorenzo, hoy Museo del Juego y el Deporte Tradicional

Actualmente solo queda de él la iglesia, habiendo desaparecido todo lo demás. Presenta fábrica de mampostería y ladrillo principalmente, aunque se pueden observar algunos sillares, sobre todo en esquinas. Consta de planta de cruz latina, con nave de cuatro tramos, seis capillas entre los contrafuertes, crucero alineado de brazos cortos y cabecera recta tras la que se encontraba otra capilla de planta cuadrada, en la que estaba situado el sagrario y a la que se accedía por dos pasos situados a ambos lados del altar.
El aspecto exterior es muy sobrio, destacando los gruesos contrafuertes. El único elemento decorativo es la cornisa de ladrillo, situada debajo de los aleros del tejado, de molduras muy sencillas.
El edificio fue rehabilitado y utilizado como sala de exposiciones, edificio en el que realizar bodas civiles o conciertos entre otros.
Su mejora y rehabilitación se debió a la necesidad de construir un centro de interpretación del Río Jalón, el que recorre toda la comarca. Hoy en día, alberga el Museo y Centro de Investigación sobre el Juego y el Deporte Tradicional.
Se puede destacar la presencia de los restos de murallas de tapial con aspilleras, restos supervivientes del complejo defensivo al que redujeron el convento los franceses durante la Guerra de la Independencia. También recuerdan aquellos episodios otras aspilleras que se encuentran por distintos lugares de la fachada de la iglesia.
En el interior, la nave fue decorada en su parte baja con pilastras de orden toscano sobre las que se encuentra un friso dórico con triglifos y metopas de estuco y pintados a imitación de jaspes; se cubre mediante bóveda con lunetos, mientras que los arcos fajones son de medio punto.
Actualmente se encuentra restaurado y bien conservado.

#### Museo y Centro de Investigación del Juego y el Deporte Tradicional
El 6 de octubre de 2017 se inauguró el Museo y Centro de Investigación sobre el Juego y el Deporte Tradicional "El Fuerte". Asentado en la iglesia del antiguo convento de San Lorenzo, alberga una colección de más de 600 piezas del siglo XIX y primera mitad del siglo XX vinculadas a los juegos y deportes tradicionales. Todas ellas fueron cedidas por Fernando Maestro, natural de La Almunia, fundador y director del Museo de Juegos Tradicionales en Campo, Huesca.
El 23 de febrero de 2018 se firmó el convenio por el cual el centro se convierte en Sede de la Asociación Europea de Juegos y Deportes Tradicionales (AEJDT).
El visitante puede realizar la visita guiada a la colección, enriquecida con los gigantes y cabezudos de La Almunia, practicar varios de los juegos tradicionales del museo y consultar su fondo documental para especialistas.

## Cultura

### Fiestas
- Fiestas en honor de San Sebastián, patrón del pueblo. 20 de enero.[18]
- Los Carnavales también tienen cabida, ya que se organizan varios días de fiesta con espectáculos y actos en la calle.
- San Jorge: el 23 de abril, día de la comunidad autónoma de Aragón. Se celebra con la reunión de los peñistas en la plaza de La Paz para degustar los «ranchos» preparados por ellos mismos. No es tradición local regalar ni flores ni libros.[19]
- San Cristóbal. Se celebra con un fin de semana que prepara la asociación que se dedica al propio santo.
- Fiesta de Cabañas: el primer domingo de septiembre se realiza una romería en honor de la Virgen de Cabañas hasta su ermita (a 2,5 km de la localidad). Se realizan actuaciones, comidas populares y el dance de Cabañas, con paloteado incluido. Algunos actos se han ido perdiendo por el paso del tiempo y el cambio del pueblo.[20]
- Del 24 al 29 de septiembre, las fiestas grandes, las fiestas en honor a Santa Pantaria, patrona de la villa. En las que se elabora una gran programación de 6 días repletos de diversión y devoción. Hay actos muy variados como las vaquillas, cabezudos, comparsa de gigantes, conciertos, verbenas, juegos, fuegos artificiales, etc. También se monta un recinto ferial y una carpa municipal con escenario, para asegurar la diversidad de actos para todos los gustos y públicos de diferentes edades.[21]

### Medios de comunicación

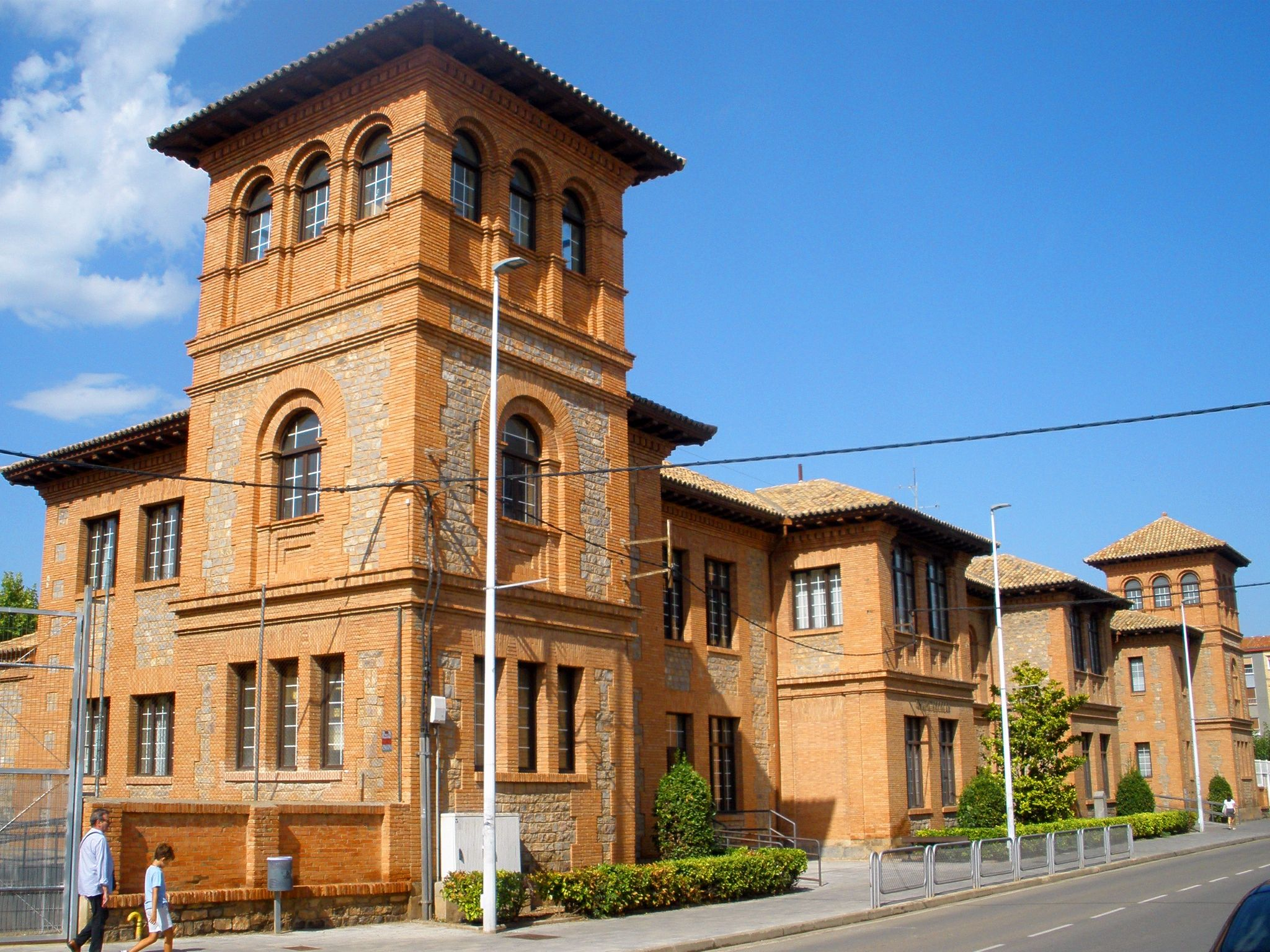
CEIP Florián Rey

#### Radio
La Almunia Radio es una radio pública, de propiedad municipal, administrada por el ayuntamiento local, y que es accesible por frecuencia radiofónica FM (107.4 FM) desde el núcleo urbano y desde algunos pueblos cercanos. Comenzó a emitir el 3 de enero de 2011.
En su programación ofrece programas adaptados a la audiencia diaria. Se incluyen espacios musicales, programas culturales, gastronómicos, sobre festejos, de medio ambiente, asociaciones locales (peñas, agrupaciones de vecinos, etc.) e información diaria con boletines al mediodía. Cuando no se emiten programas propios o música se conecta con Aragón Radio y se emite desde su frecuencia.
Se puede escuchar en el 107.4 FM de la localidad y también está disponible con una emisión en Internet; donde no cortan mientras no emiten contenidos propios, sino que emiten música.

#### Periódico
La Crónica de Valdejalón es ejemplar mensual y gratuito que no es propio de La Almunia, pero sí de la comarca de Valdejalón, por lo cual se incluyen noticias sobre la localidad. "La Crónica de Valdejalón" es editado por El Periódico de Aragón. En él se tratan los temas informativos, deportivos y culturales más importantes de toda la comarca de Valdejalón.